# Cowboys and Angels (песня Дастина Линча)
«Cowboys and Angels» — дебютная песня американского кантри-певца Дастина Линча. Она была выпущена в январе 2012 года в качестве первого сингла его дебютного альбома с собственным названием Dustin Lynch. Линч написал песню в соавторстве с Джошем Лео и Тимом Николсом.

## Композиция
Песня написана в среднем темпе в тональности си-бемоль мажор, хотя заканчивается на аккорде E♭M7. Куплеты чередуются в формах 3/4 и 4/4, а припев в основном в 4/4. В основном песня сопровождается гитарой и лёгкой перкуссией.
В ней мужчина-повествователь сравнивает свою личность с личностью своей возлюбленной, говоря, что они похожи на «ковбоев и ангелов».

## Отзывы
Билли Дьюкс из Taste of Country дал песне четыре звезды из пяти, похвалив «крепкий голос» Линча и сказав, что припев «демонстрирует его природный талант». Песня также получила положительный отзыв от Мэтта Бьорка из Roughstock, который написал, что «ровный баритон Линча чист и эффективен, а текст мил и прямо в точку».

## Музыкальное видео
Музыкальное видео было снято режиссёром Питером Завадилом в Элгине, штат Техас. Его премьера состоялась в апреле 2012 года в рамках Country Music Television Big New Music Weekend.
На песню также был снят акустический клип, режиссёром которого выступила Джессика Уордвелл.

## Чарты
| Чарт (2012)                         | Высшая позиция |
| ----------------------------------- | -------------- |
| Канада (Billboard Canadian Hot 100) | 64             |
| США (Billboard Hot 100)             | 40             |
| США (Billboard Country Airplay)     | 2              |
| США (Billboard Hot Country Songs)   | 2              |

| Чарт (2012)                        | Позиция |
| ---------------------------------- | ------- |
| США (Hot Country Songs, Billboard) | 4       |

## Сертификации
| Регион                                                      | Сертификация | Продажи    |
| ----------------------------------------------------------- | ------------ | ---------- |
| США (RIAA)                                                  | Платиновый   | 1 000 000^ |
| ^ Данные о тиражах приведены только на основе сертификации. |              |            |